# لویس الساندرا
لویس الساندرا (انگلیسی: Lewis Alessandra؛ زادهٔ ۸ فوریهٔ ۱۹۸۹) بازیکن فوتبال اهل بریتانیا است.
از باشگاه‌هایی که در آن بازی کرده‌است می‌توان به باشگاه فوتبال اولدهام اتلتیک، باشگاه فوتبال مورکم، باشگاه فوتبال نوتس کانتی، باشگاه فوتبال کارلایل یونایتد، باشگاه فوتبال پلیموث آرگیل، باشگاه فوتبال یورک سیتی، باشگاه فوتبال روچدیل، و باشگاه فوتبال هارتل پول یونایتد اشاره کرد.